# Matéria (jornalismo)
Em jornalismo, no Brasil, matéria é sinônimo de material jornalístico como notícia, artigo ou reportagem.
A objetividade jornalística é um atributo do texto final. Mas, para chegar a ela, além de possuir um estilo claro e conciso, o jornalista deve procurar exaustivamente os fatos, manter com eles uma relação de honestidade e saber hierarquizá-los.
A matéria jornalística deve ter algumas propriedades, como credibilidade, oportunidade, precisão, abrangência, consistência, que, em conjunto, produzem sua propriedade fundamental: a utilidade. Sendo rigorosamente uma matéria jornalística, suas informações podem ser um instrumento de apoio à decisão.